# 영구와 황금박쥐
영구와 황금박쥐는 1991년에 제작된 영화인데 내용과 기술적인 측면에서 조잡성을 면치 못해 흥행에 실패했다.
이 같은 충격 탓인지  1991년 SBS 개국 당시 1년간의 전속계약을 하여 방송사를 옮겼던 심형래(영구 역)는 1992년 2월 KBS로 돌아왔다.

## 등장인물
- 심형래 — 영구
- 임채윤 — 황금박쥐
- 이현두 — 영구 부
- 서권순 — 영구 모
- 박동룡 — 소장
- 주상호 — 경찰
- 홍충길 — 방범대원
- 박종설 — 정신병원장
- 박양근
- 김규민
- 강철민
- 배건식
- 김종구
- 이호정 : 안드로메다 공주 (성우 - 지미애)
- 김주은
- 홍성혁
- 박인선
- 김수정

## 제작진
- 제작: 정인덕
- 기획: 이영호, 허근
- 원작: 장덕균
- 촬영: 김안홍
- 조명: 최의정
- 음악: 이종식
- 편집: 현동춘
- 스틸: 노기흘
- 분장: 송일근
- 미술: 김유준
- 소품: 이원우
- 특수효과: 정도안, 이희경
- 무술감독: 장동일
- 현상: 세방현상소
- 녹음: 영화진흥공사
- 효과: 양대호
- 촬영부: 허봉완, 신종순, 김호
- 조명부: 강광원, 임장혁, 이기영, 김민영
- 조감독: 정창욱, 깅충섭, 김도경
- 감독: 남기남
- 제작: 두울프로덕션
- 배급: (주)하나필름